# یوسف عبدالرزاق
یوسف عبدالرزاق (زادهٔ ۶ اوت ۱۹۹۹) یک فوتبالیست حرفه‌ای قطری است که به عنوان وینگر برای باشگاه السد در لیگ ستارگان قطر و تیم ملی فوتبال قطر بازی می‌کند.